# Johan Göstaf Göstafsson Hallman
Johan Göstaf Göstafsson Hallman, född 26 juni 1701 i Sköldinge socken, död den 23 augusti 1757 i Stockholm, var en svensk präst. Han var även aktiv som poet och tragediförfattare. Han var far till Johan Gustaf och Carl Israel Hallman.

## Biografi
Hallman tillhörde den i Strängnäs stift vitt förgrenade prästsläkten Hallman och var son till kyrkoherden i Sköldinge Gustaf Hallman (1670- 1719 och dennes första hustru, Margareta Elisabeth Vilhelmsdotter (1676 ca- 1705).
Hallman prästvigdes 1723, blev filosofie magister 1726, komminister i Hedvig Eleonora församling 1729 och kyrkoherde där 1737. År 1752 blev han teologie doktor. Hallman var i besittning av en stor formmässig skicklighet och väckte viss uppmärksamhet med sina lärodikter, historiska dikter och tillfällighetsdikter. Han skrev även den aldrig uppförda tragedin Erik och Waldemar (1875), med en vidlyftig historisk inledning om Nyköpings gästabud. Hallmans främsta historiska arbeta var en biografisk skildring av Olaus och Laurentius Petri samt en arkeologisk-topografisk Beskrifning öfver staden Kiöping (1728). I sitt verk byggde dock Hallman, i flera fall i god tro, på förfalskade dokument. Han är en av de möjliga författarna till Elisifs visa; enannan kandidat till falsifikatet är dock Nils Rabenius. Hallman själv uppgav att den författats omkring 1390 av biskop Nils Hermansson.